# Рас-ель-Хайма (емірат)
Рас-ель-Ха́йма (араб. رأس الخيمة; прийняте скорочення RAK від англ. Ras al-Khaimah) — один з 7 еміратів у складі Об'єднаних Арабських Еміратів. Столиця — місто Рас-ель-Хайма. Назва з арабської мови перекладається як верхівка намету.

## Історія

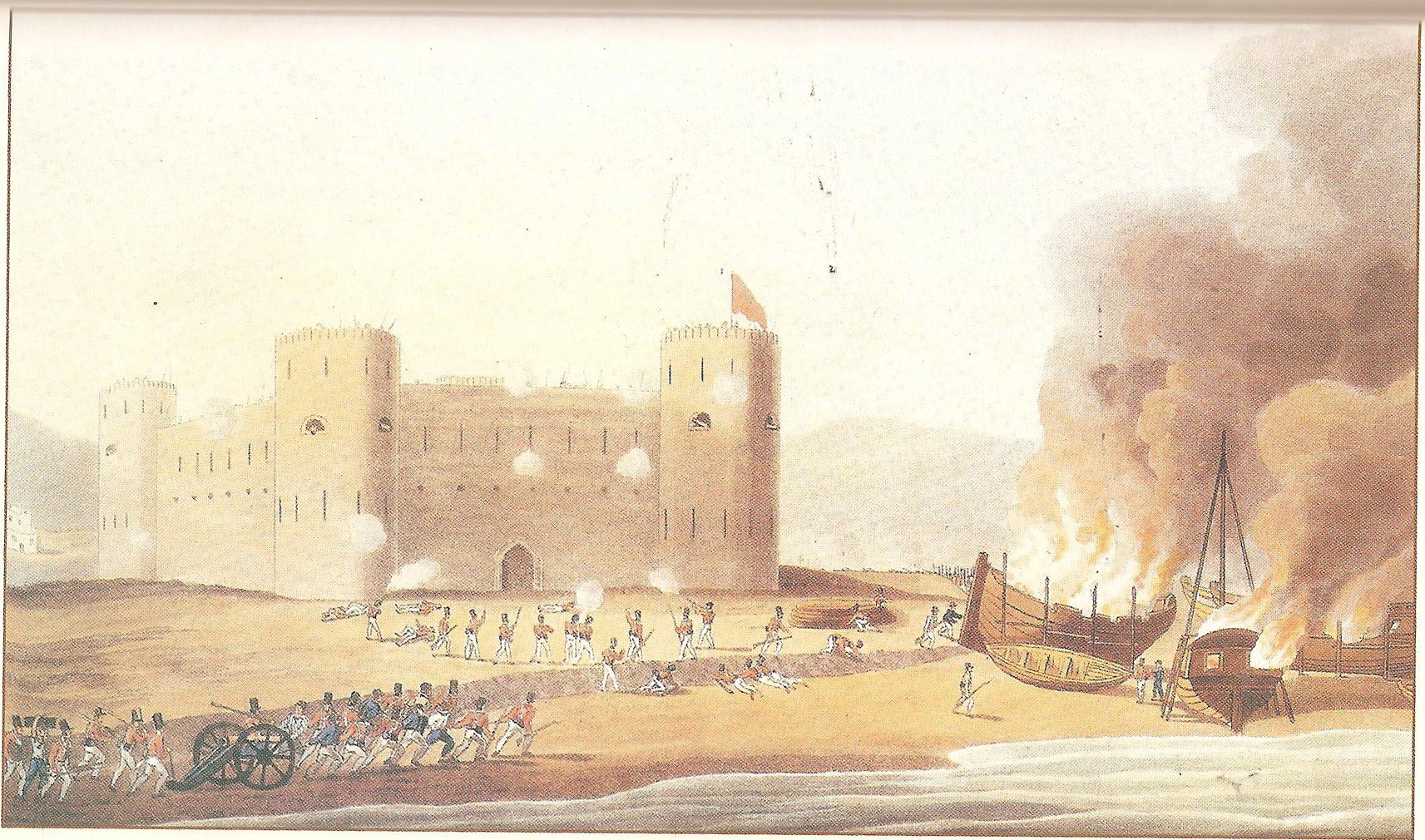
Фортеця Джульфар, 1809

На теренах емірату в бронзову епоху існувала культура Умм-ен-Нар. Здавна емірат був відомий по місту Джульфар, яке було частиною імперії Сасанідів. З початку XVII століття емірат переходить під владу династії Ель-Касімі. 18 грудня 1819 року емірат був окупований британцями, а звільнився від неї в липня 1821 року, коли перейшов під британський протекторат для захисту від Османської імперії. Тоді емірат став частиною Шарджі, в період з 1869 по вересень 1900 років був відокремлений. Повністю незалежним від Шарджі емірат став 7 липня 1921 року. 11 лютого 1972 року емірат увійшов до складу ОАЕ.

## Географія

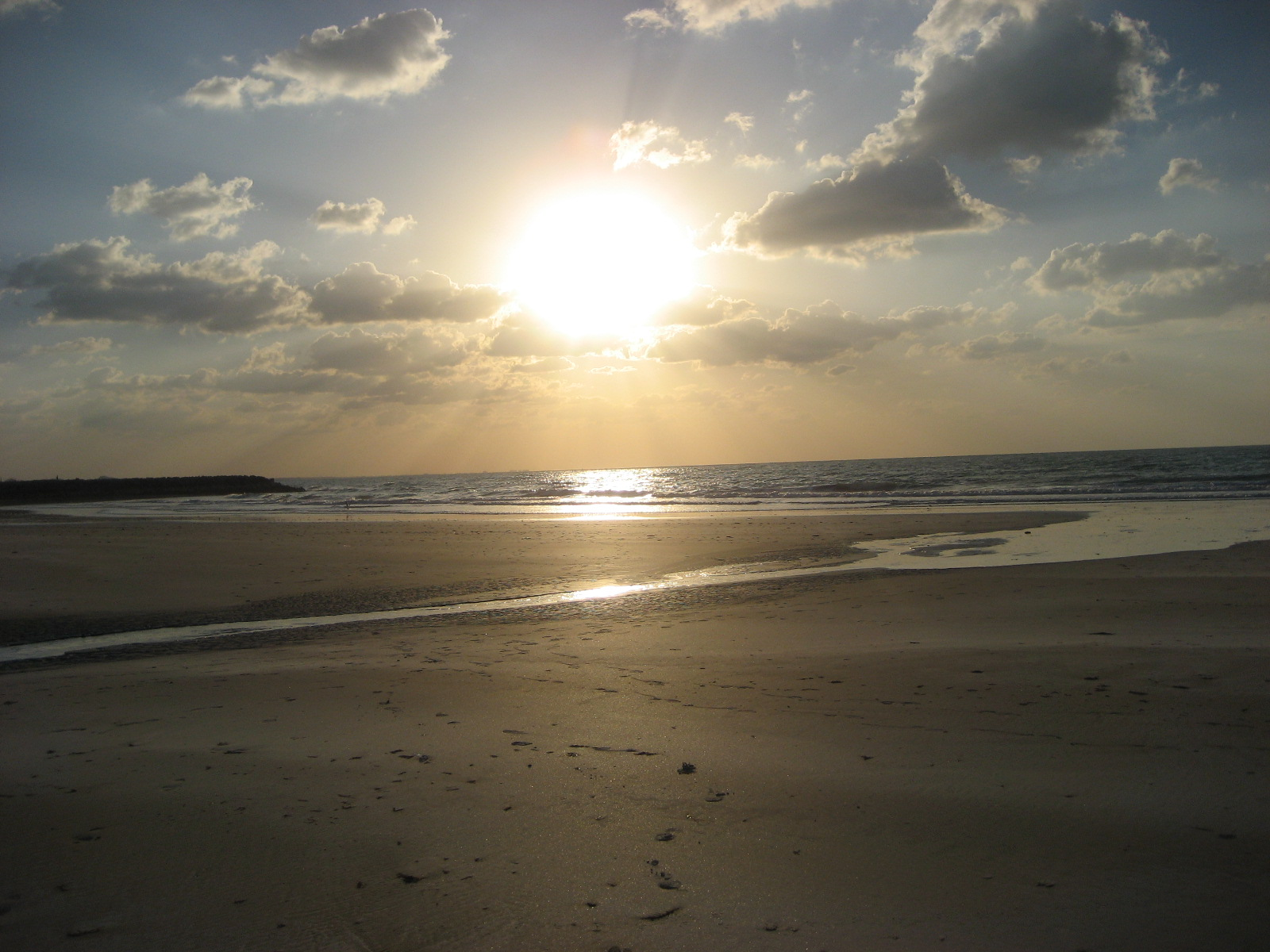
Берег Перської затоки

Емірат розташований на півночі країни, складається з 2 відокремлених одна від одної частин. Більша, північно-західна, частина знаходиться на березі Перської затоки. Тут же міститься і столиця емірату. Менша, південно-східна, частина розташована на північному сході країни, займає лише пустельну територію.
Більша частина межує з 3 еміратами (Шарджа, Умм-ель-Кувейн та Фуджейра) та Оманом (мухафаза Мусандам). Менша — з 4 еміратами (Фуджейра, Шарджа, Аджман та Дубай) та Оманом (мухафази Ель-Бураймі та Північна Ель-Батіна).

## Населення
Населення емірату становить 241000 осіб (2009). Більшість населення проживає в столиці емірату — Рас-ель-Хаймі — 120347 осіб (2010).
Частка громадян ОАЕ (локалів) становить приблизно 50 %, що є досить високим показником по країні, де середня частка становить 25-30 %. Через високу частку емігрантів, в еміраті окрім офіційної арабської мови поширені також гінді, урду, бенгалі, малаялам, фарсі та інші азійські мови. Щодо релігійної приналежності, більшість населення сповідують іслам — всі локали та більша частка приїжджих.

### Найбільші населені пункти
- Дікдака — село, відоме за своїми археологічними знахідками
- Ель-Джазіра-ель-Хамра — старе прибережне місто, промислова зона
- Ер-Рамс — прибережне місто, давнє рибацьке поселення, де займались добуванням перлин
- Масафі — місто на кордоні з еміратом Фуджейра, відоме за джерелом прісної води
- Хавр-Хувайр — промислова зона, морський порт, цементний завод
- Хатт — гірське село, відоме за своїм джерелом термальних вод та пальмовими садами

## Господарство

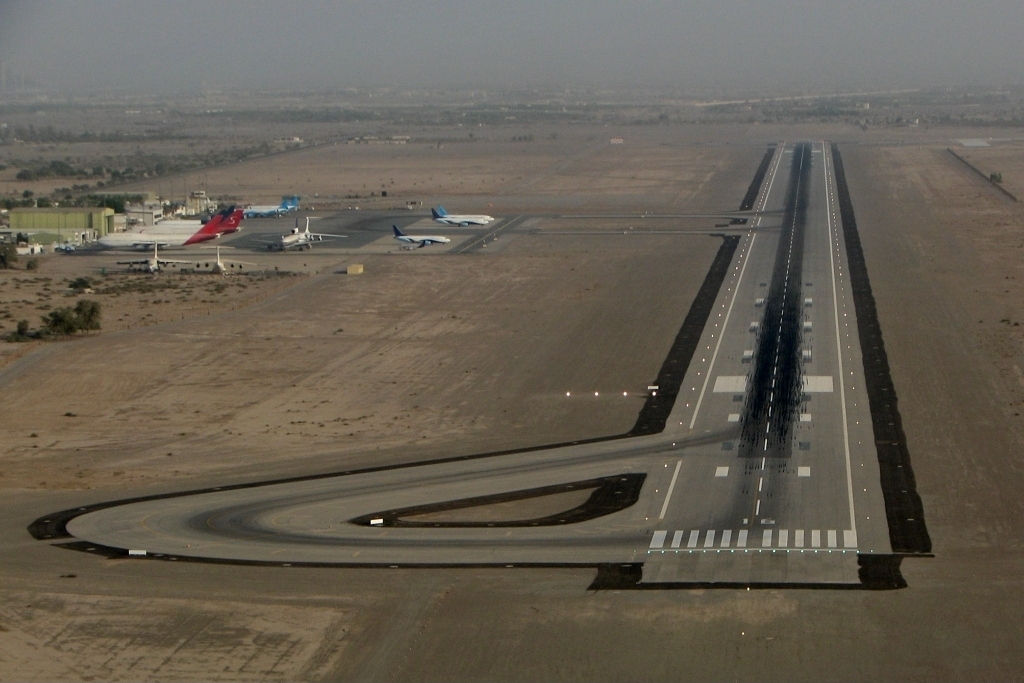
Аеропорт

Найбільшу частку в економіці емірату становить нафтовидобувна промисловість. Однак тут також розвинені фармацевтична, цементна та керамічні галузі.
Емірат має морський порт, аеропорт, та автомобільне сполучення з іншими еміратами.